# 유경아
유경아(본명: 유서은, 1973년 4월 9일 ~ )는 대한민국의 배우이다. 초등학교 4학년 때 연예계에 데뷔하여 하이틴 스타로 인기를 끌다가, 1991년 KBS 드라마 《맥랑시대》를 끝으로 미국으로 유학을 떠나면서 잠정 은퇴하였다.

## 학력
- 관악중학교
- 선화예술고등학교 무용과
- 美 플로리다 서던 칼리지 회계학과

## 영화
- 1990년 《꼴찌부터 일등까지 우리반을 찾습니다》
- 2008년 《소풍》- 지순희 역

## 드라마
- 1985년 MBC 어린이드라마 《호랑이 선생님》
- 1987년 MBC 농촌드라마 《전원일기》 - 은이 역
- 1987년 MBC 청소년드라마 《푸른 교실》
- 1988년 MBC 청소년드라마 《푸른 계절》
- 1991년 KBS1 청소년드라마 《맥랑시대》 - 권미옥 역(중도하차)
- 1996년 MBC 일요아침드라마 《짝》 - 경아 역
- 1997년 MBC 미니시리즈 《의가형제》 - 강릉병원 흉부외과 외래 간호사 역ㅡ의사랑 썸씽
- 2000년 KBS2 《부부클리닉 사랑과 전쟁》
- 2001년 MBC 단막극 《MBC 베스트극장 - 마음에 도장을 찍다》
- 2002년 EBS 어린이드라마 《TV로 보는 원작동화》
- 2003년 KBS1 아침드라마 《TV소설 찔레꽃》 - 맹신자 역
- 2004년 KBS2 어린이드라마 《울라불라 블루짱》- 찬드라 역
- 2009년 SBS 대하드라마 《자명고》- (특별출연)
- 2011년 SBS 주말극장 《내일이 오면》 - 영균네 회사 부장 역
- 2013년 SBS 드라마스페셜 《주군의 태양》 - 최윤희 역
- 2019년 SBS 금토드라마 《열혈사제》 - 보육원 수녀 역

## 방송
- 2019년 SBS 《불타는 청춘》

## 기타
- 1988년 블루다이아몬드(아몬드) TV 광고 - 조영남& 유경아
- 1989년 오리온 고래밥 TV 광고